# Carré Robertson

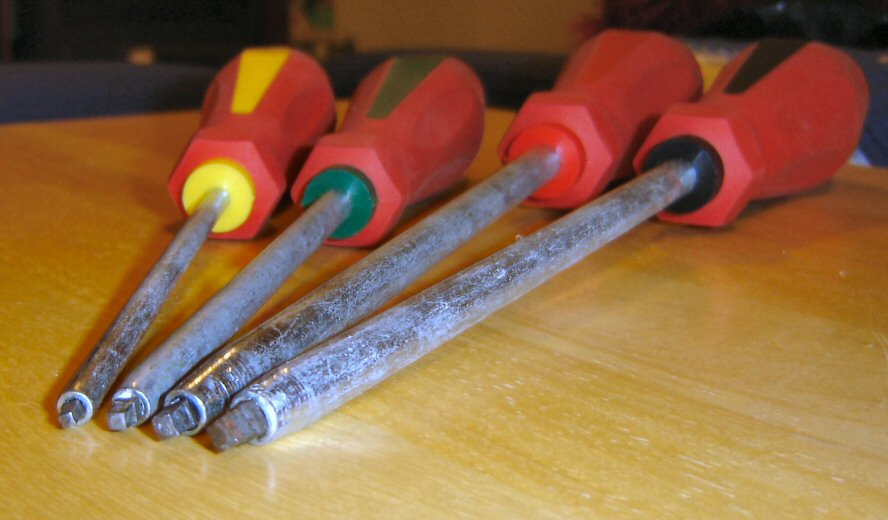
Tournevis Robertson

La vis Robertson, ou vis carrée, est une vis à tête fraisée et à encoche carrée. Bien que présente principalement au Canada, elle peut être trouvée ailleurs.

## Caractéristiques
Les tournevis Robertson peuvent être utilisés d'une seule main (il n'est pas nécessaire d'utiliser l'autre main pour tenir la vis) et il est possible de lâcher la poignée pendant qu'on visse la vis sans que celle-ci tombe. On peut aussi l'utiliser pour visser à angle droit ou d'autres tâches difficiles.

## Historique
En 1908, le Canadien Peter Lymburner Robertson (en) invente la « vis et le tournevis Robertson ». Il obtient un brevet en 1909, qu'il exploite, ainsi que d'autres brevets. Le dernier brevet est tombé dans le domaine public en 1964.
Robertson commercialise des licences au Royaume-Uni, mais à la suite de la faillite de l'entreprise acquéreuse, il est contraint de racheter ses droits, ce qui lui coûte cher. Après cet échec, il décide de ne plus vendre de licences. Henry Ford teste la vis et constate qu'elle permet un gain de temps significatif dans la production automobile. Cependant, face au refus de Robertson de lui octroyer une licence, il comprend que l'approvisionnement n'est pas assuré et restreint leur utilisation à la division canadienne de Ford,,.